# Sjors Besseling
Sjors Besseling (9 oktober 1985) is een voormalig professioneel basketballer afkomstig uit Nederland. In 2007 speelde Besseling voor het Nederlands nationaal basketbalteam, hij maakte zijn debuut op 17 augustus en speelde uiteindelijk 2 interlands. Besseling is ook ambassadeur van de Bas van de Goor Foundation.